# Radni medij
Radni medij u termodinamičkom sustavu može biti tekućina ili plin, dok njegov kemijski sastav može biti čista kemijska tvar(elementi, elementarne tvari i kemijski spojevi) poput vodika, helija, argona, ili smjesa kemijskih tvari primjerice zrak, dimni plinovi, smjesa zraka i goriva. Također, radni medij u tehničkoj termodinamici možemo promatrati kao idealni plin ili kao realni plin. Općenito, radni medij služi za prijenos energije u termodinamičkom sustavu.

## Svojstva i stanja radnog medija
Kako bismo mogli opisati termodinamički sustav potrebno je poznavati svojstva radnog medija. Postoje mnoga fizikalna svojstva koja možemo pripisati nekom radnom mediju, ali u području tehničke termodinamike prilikom opisivanja procesa najčešće se koriste svojstva poput tlaka, temperature, specifičnog volumena,entalpije, entropije.
Stanje radnog medija se može definirati ako poznajemo najmanje dva svojstva radnog medija. Često se stanja radnog medija prikazuju u dijagramima, primjerice u p-V, T-s, ili h-s dijagramu.  Oba procesna dijagrama imaju važnu ulogu u opisivanju promjena stanja, pa tako u p-V dijagramu površina ispod linije promjene stanja prikazuje izvršeni rad, dok u T-s dijagramu površina ispod linije promjene stanja predstavlja izmijenjenu toplinu. Važno je napomenuti, da gore spomenuta svojstva dijagrama vrijede samo za ravnotežne promjene stanja.

## Mehanički rad
U termodinamici rad se definira kao prijenos energije kroz granicu sustava, te prema definicijskom izrazu mehanički rad može se izračunati pomoću svojstava radnog medija(p,V), ako nam je poznata matematička formulacija između početnog(1) i konačnog stanja(2). Drugim riječima, moramo poznavati oblik funkcije p=p(V). Zbog toga se kaže da je mehanički rad samo funkcija procesa. Uloga radnog medija u procesu je upravo prijenos energije s jednog sudionika sustava do drugog.
{\displaystyle W=\int _{1}^{2}{\mathit {p(V)}}\cdot \mathrm {d} {\mathit {V}}}

## Vrste radnih medija
Radne medije, osim što možemo podijeliti na idealne plinove ili realne plinove, na čiste kemijske tvari ili smjese kemijskih tvari, možemo i svrstati u 3 skupine: mokre, suhe i izentropske. Posljednja podjela je iznimno bitna pri projektiranju postrojenja koja koriste Rankineov ili organski Rankineov ciklus. Kriterij po kojem određujemo vrstu radnog medija je nagib gornje granične linije g˝  (dT/ds) u T-s dijagramu, odnosno inverzom nagiba (ds/dT) izražavamo koliko je neki radni medij „suh“ ili „mokar“. Pritom, ako je ta vrijednost približno jednaka nuli riječ je o izentropskom fluidu (R11, R142b), sve vrijednosti iznad 1 imaju suhi fluidi (izobutan), a vrijednosti manje od 1 mokri fluidi(voda, propan). 
- Mokri fluid
- Izentropski fluid
- Suhi fluid

Izentropski i suhi fluidi su najpogodnije rješenje s aspekta zaštite opreme, primjerice lopatice turbine, jer napuštaju turbinu kao pregrijana para te se time eliminira rizik od nastanka korozije. S druge strane, ako je radni medij „presuh“, na izlazu iz turbine dobivamo paru s primjetnim pregrijanjem, što za posljedicu ima povećanje otpadne topline koju gubimo iz sustava, odnosno manju učinkovitost postrojenja. 

### Rankineov ciklus
U klasičnom Rankineovom ciklusu kao radni medij se koristi mokri fluid (voda). U ovom slučaju je poželjno pregrijanje radnog medija kako bi se ekspanzija odvila u pregrijanom području, pa se tako pregrijanjem povećava učinkovitost, dok se za sustave sa suhim fluidom pregrijanjem smanjuje ukupna učinkovitost.

### Organski Rankineov ciklus
Organski Rankineov ciklus kao radni medij koristi neki organski fluid. Prilikom odabira radnog medija treba voditi računa o njegovoj kemijskoj postojanosti pri višim temperaturama zbog toga što radni medij mora očuvati kemijsku postojanost u svim dijelovima procesa. Važno je napomenuti kako su mnogi radni mediji s termodinamičkog aspekta prikladni za korištenje u ORC procesu, ali zbog svog štetnog učinka na okoliš i zdravlje ljudi nisu primjenjivi u realnom procesu.